# Пальм, Элизабет
Ру́т Эли́забет Па́льм (швед. Ruth Elisabeth Palm; 27 июля 1936, Хельсингборг, Швеция) — шведский юрист.
Элизабет Пальм получила диплом юриста в Уппсальском университете в 1959 году, затем до 1960 года преподавала в нём. С 1960 года работала в системе административных судов Швеции. В 1983 году стала советником при Правительстве Швеции, по должности входила в различные правительственные комиссии и комитеты. С 1988 по 2003 год являлась судьёй Европейского суда по правам человека. Кроме того с 1994 по 1998 год возглавляла Административный апелляционный суд Гётеборга.
В 1993—1994 годах являлась членом Арбитражной комиссии по бывшей Югославии.